# Animal Crossing
 (décembre 2021).
Si vous disposez d'ouvrages ou d'articles de référence ou si vous connaissez des sites web de qualité traitant du thème abordé ici, merci de compléter l'article en donnant les références utiles à sa vérifiabilité et en les liant à la section « Notes et références ».
Animal Crossing (どうぶつの森, Dōbutsu no Mori) est une série de jeux vidéo de simulation de vie développée par Nintendo EAD dans laquelle le joueur emménage dans un village (ou sur une île déserte comme dans Animal Crossing New Horizons) habité par des animaux mignons  anthropomorphes. 

## Histoire
Depuis le premier épisode, Animal Crossing, sorti au Japon en 2001 sur Nintendo 64, puis sur GameCube en Amérique et en Europe entre 2002 et 2004, jusqu'au dernier, Animal Crossing: New Horizons, sorti sur Switch en 2020, cinq jeux font partie de la série, auxquels s'ajoutent plusieurs jeux dérivés.
La série est notable pour son système de jeu de type sandbox (sans objectif précis et faisant appel à la curiosité et à la créativité du joueur) et pour son utilisation étendue de l'horloge et du calendrier de la console qui simulent un déroulement en temps réel, ce qui modifie le contenu du jeu en fonction de l'heure, du jour de la semaine et de la date auxquels joue le joueur.
La série est à la fois un succès critique et commercial, les quatre premiers épisodes cumulent 23,71 millions d'exemplaires vendus à travers le monde,,,. Animal Crossing: New Horizons (sorti pendant le Covid en 2020), quant à lui, atteint 31,18 millions de jeux vendus au 8 avril 2021.

## Présentation
Le joueur incarne un avatar désigné comme « villageois(e) » (ou « maire » dans l'épisode 3DS), qui emménage dans un village. Il dispose d'une maison, qu'il peut agrandir en s'acquittant d'une certaine somme et qu'il peut personnaliser de nombreuses manières, pouvant également interagir avec les habitants, ramasser des fruits sur les arbres, planter des fleurs, pêcher, attraper des insectes, déterrer des fossiles, etc. Les clochettes, monnaie fictive de la série, s'obtiennent en vendant des éléments ou en réalisant certaines tâches, et permettent d'acheter ou de débloquer des éléments. 
En plus du villageois et des habitants, différents personnages interviennent dans la plupart des jeux de la série :
- Tom Nook, un tanuki très cupide, qui vend la maison au joueur et récupère l'argent servant à l'agrandir ou la personnaliser. Il peut aussi s'occuper, selon les jeux, du magasin et de l'administration du village. Ses neveux, Méli et Mélo, l'aident dans le magasin ou s'en occupent seuls selon les jeux. Il donne des indications au joueur sur ce qu'il faut faire et avancer dans le jeu.
- Marie, une gentille chienne shih tzu, assistante municipale depuis l'épisode New Leaf sur 3DS. Elle donne notamment au joueur des informations concernant la réputation de l’île dans Animal Crossing New Horizons et comment l’améliorer.
- M. Resetti, une taupe dont le rôle dans la série est de rappeler au joueur de sauvegarder avant de quitter le jeu, et qui lui donne une leçon s'il ne le fait pas. Il est absent du dernier épisode (Animal Crossing New Horizons) sur Switch.
- Cousette et Layette, alias les « Sœurs Doigts de Fée », deux hérissons qui tiennent la boutique de vêtements. Elles ont encore une autre sœur, Maria ou Tiquette selon les traductions, qui tient la partie vente d'accessoires en tout genre dans Animal Crossing New Leaf, et qui vient temporairement proposer des habits sur l’île dans Animal Crossing New Horizons.
- Kéké Laglisse, un chien star musicien qui donne des concerts les samedis et offre au joueur les copies de ses titres, qu'il peut mettre en ambiance chez lui. Il faut avoir une réputation de minimum 3 étoiles dans Animal Crossing New Horizons pour qu’il vienne sur l’île.
- Rounard, un renard un peu malicieux, commerçant clandestin qui vend des œuvres d'art, dont la plupart sont des contrefaçons. (Il existe des sites répertoriant les œuvres qu’il vend et comment repérer les vraies œuvres et les fausses.)
- Thibou, un hibou passionné qui tient le musée du village, dans lequel le joueur peut exposer les insectes attrapés, les poissons pêchés, les fossiles déterrés (une fois expertisés par Thibou) et les œuvres d'art vendues par Rounard.
- Céleste, sœur de Thibou, une femelle hibou passionnée d'astrologie. Elle vient pendant les nuits d'étoiles filantes et donne des plans de bricolages pour des objets nécessitant des fragments d’étoiles (que l’on peut récupérer sur la plage le lendemain matin).
- Robusto, un pigeon discret, gérant du café du village, ami de Thibou. Il est disponible depuis la dernière mise à jour sur Animal Crossing New Horizons.
- Amiral, un kappa (créature mythologique japonaise) un peu fou qui permet au joueur de se rendre sur des îles mystères via son bateau en échange de Miles Nook. Il aime beaucoup chanter des paroles sans aucun sens pendant ses voyages.
- Sarah, une chamelle très calme qui vend des tapis, revêtements de sols et papiers peints pour personnaliser sa maison.
- Blaise, une gentille moufette qui vend des accessoires de mode tels que des sacs, des chaussures et des chaussettes.
- Astrid, une panthère noire dotée de dons de voyance. Elle peut prédire au joueur si il/elle aura de la chance ce jour-là, financièrement par exemple. Dans Animal Crossing New Horizons, elle peut même renseigner sur les affinités entre le joueur et les villageois. Le tout contre une somme de clochettes, évidemment.
- Joe, un cocker hippie qui gère sa propre caravane dans certains jeux (Animal Crossing New Leaf) ou qui a sa propre île remplie de commerces dans d'autres (Animal Crossing New Horizons).

## Liste des jeux

### Série principale
- Dōbutsu no Mori, sorti uniquement au Japon sur Nintendo 64 en avril 2001.
- Dōbutsu no Mori+, sorti sur Gamecube uniquement au Japon en décembre 2001. Il s'agit d'une version améliorée du jeu sorti sur Nintendo 64, qui ajoute notamment le musée, la boutique de vêtements et les personnages de Tortimer et Amiral. Le jeu sort en Chine en juin 2006 sous le nom de Dòngwù Sēnlín.
- Animal Crossing, sorti sur GameCube en septembre 2002 en Amérique du Nord et en septembre 2004 en Europe, est le portage de Dōbutsu no Mori+. De nombreux objets et événements sont ajoutés par Nintendo Treehouse, l'équipe de localisation Nord Américaine.
- Dōbutsu no Mori e+, sorti sur GameCube en 2003 au Japon, est le portage de la version occidentale Animal Crossing.
- Animal Crossing: Wild World, sorti sur Nintendo DS en 2005, est le premier jeu de la série sur console portable et à utiliser la connexion Wi-Fi Nintendo. Il ressort en 2015 sur la console virtuelle de la Wii U.
- Animal Crossing: Let's Go to the City, sorti sur Wii en 2008, est le premier jeu Wii à utiliser le microphone Wii Speak pour le jeu en ligne.
- Animal Crossing: New Leaf, sorti sur Nintendo 3DS au Japon en 2012 et dans les autres pays en 2013, est le premier jeu de la série à proposer au joueur d'incarner le maire du village.
- Animal Crossing: New Horizons, sorti sur Nintendo Switch en 2020. Le premier jeu de la collection à proposer au villageois de s'installer sur une île paradisiaque. Un DLC payant, Happy Home Paradise, sortit le 5 novembre 2021, reprend les mécaniques de Happy Home Designer sur 3DS.

### Jeux dérivés
- Animal Crossing: Happy Home Designer, sorti sur Nintendo 3DS le 2 octobre 2015, est un jeu permettant de s'occuper des maisons des personnages de la série.
- Animal Crossing: Amiibo Festival, sorti sur Wii U le 20 novembre 2015, est un party game se déroulant dans l'univers de la série.
- Animal Crossing: Pocket Camp, sorti sur Android et iOS le 21 novembre 2017, permet au joueur de gérer une aire de camping.

### Applications
- Horloge Animal Crossing est une application d'Horloge pour Nintendo DSi et Nintendo 3DS
- Calculatrice Animal Crossing est une calculatrice pour Nintendo DSi et Nintendo 3DS
- Photos with Animal Crossing est une application permettant de se prendre en photo en réalité augmentée avec les personnages de la série sur Nintendo 3DS, disponible seulement au Japon.
- Animal Crossing Plaza, sorti sur Wii U en 2013, est une application Miiverse similaire à la Place WaraWara.
- Le service Animal Crossing dans l'application Nintendo Switch Online disponible sur Android et iOS, propose aux joueurs d'Animal Crossing New Horizons un service permettant l'importations de motifs par QR code, l'envoi de messages et l'utilisation de Mimiques en jeux mais également l'accès au catalogue des objets débloqués dans votre partie.

### Autres supports
- Dōbutsu no Mori est un film sorti en décembre 2006 au Japon. Il est réalisé par Jōji Shimura. L'histoire se base sur le jeu Animal Crossing: Wild World.
- Dōbutsu no Mori Hohinda Mura Yori est un manga écrit par Abe Sayori. Il est publié à partir de 2005 uniquement au Japon, il y a un total de 12 volumes en décembre 2015, il s'agit de la plus longue adaptation en manga. Quand le manga commence, l'histoire se base sur Animal Crossing, à partir du tome 10 l'histoire se cale sur le jeu Animal Crossing: New Leaf, Serge et Risette font notamment leur apparition. Le dernier tome est inspiré du jeu Animal Crossing: Amiibo Festival.
- Oide yo Dōbutsu no Mori - Shiawase Tsūshi est un manga en deux volumes dessiné par Mako Morie, il est publié en 2006. L'histoire se base sur le jeu Animal Crossing: Wild World.
- Oide yo Dōbutsu no Mori 〜Peppā Mura no Nattsu!〜 est un manga écrit par Takasu Yao. Il est publié dans le magazine Corocoro Comics entre juillet 2006 et février 2007. L'histoire est basée sur le jeu Animal Crossing: Wild World.
- Minna no Dōbutsu no Mori est un manga sorti en 2008 en un seul volume, basé sur Animal Crossing: Wild World.
- Machi e Ikou yo Dōbutsu no Mori Tonbo Mura Dayor est un manga sorti exclusivement au Japon en 5 volumes. L'histoire se base sur le jeu Animal Crossing: Let's go to the City.
- Machi e Ikou yo Dōbutsu no Mori ~ Atsumare! Komorebi Mura est un manga publié entre 2009 et 2010 dans le magazine Ciao Deluxe, il est écrit par Mako Morie.
- Tobidase Dōbutsu no Mori Minna de Seseragi Mura Life est un manga publié en 2012 dans le magazine Denki Nintendo DS. Il s'agit de la suite de Machi e Ikou yo Dōbutsu no Mori ~ Atsumare! Komorebi Mura ~. Il se base également sur Animal Crossing: New Leaf.
- Tobidase Dōbutsu no Mor est écrit par Coffee pour le Corocoro Comics entre 2014 et 2015. L'histoire est basée sur Animal: Crossing New Leaf.
- Tobidase Dōbutsu no Mori Harikiri Sonchō Ippē! est un manga publié en 5 volumes entre 2014 et 2017, il est écrit par Ryōhei Ōsaki. L'histoire est basée sur Animal Crossing: New Leaf.

## Produits dérivés
Dans la continuité de la collaboration entre Nintendo et le fabricant de jouets Lego, Animal Crossing devrait se décliner en cinq boîtes à partir de mars 2024.